# 芒特福雷斯特鎮區 (密歇根州)
芒特福雷斯特鎮區（英語：Mount Forest Township）是位於美國密歇根州貝縣的一個行政鎮區。

## 地方資料
芒特福雷斯特鎮區的面積為93.04平方千米，當中陸地面積為93.01平方千米，而水域面積為0.03平方千米。根據2020年美國人口普查的數據，當地共有人口1399人，而人口密度為每平方千米15.04人。